# Juleevangeliet
Juleevangeliet er den danske betegnelse for Lukasevangeliets kapitel 2 (Luk 2) vers 1-14, nogle gange vers 1-20, der beretter om Josefs og Marias rejse fra Nazaret til Betlehem, Jesu fødsel i stalden, englenes budskab til hyrderne på marken, og hyrdernes besøg hos barnet i stalden.
Flertallet af historiske forskere mener ikke, at juleevangeliet er historisk sandt. De mener, at det er mest sandsynligt, at Jesus blev født i sin hjemby Nazaret og ikke i Jerusalem.
Mange teologer ser dog spørgsmålet om historisk sandhed som mindre vigtigt. Evangelierne er primært skrevet som teologiske skrifter snarere end som historiske skrifter, siger de. Juleevangeliets sandhed ligger i dens dybe virkning på den enkelte.